# Neshoba County
Neshoba County är ett administrativt område i delstaten Mississippi, USA. År 2010 hade countyt 29 676 invånare. Den administrativa huvudorten (county seat) är Philadelphia. 

## Geografi
Enligt United States Census Bureau har countyt en total area på 1 481 km². 1 476 km² av den arean är land och 5 km² är vatten. 

### Angränsande countyn
- Winston County - nord
- Kemper County - öst
- Newton County - syd
- Leake County - väst

### Städer och samhällen
- Cities
  - Philadelphia

- Towns
  - Union (även Newton County)